# Rachel (poemat)
Rachel: a sea story of Newfoundland in verse – poemat Edwina Johna Pratta, wydany w 1917. Był to, zakorzeniony w romantyzmie, debiut tego kanadyjskiego poety. Utwór jest napisany białym wierszem (blank verse), czyli nierymowanym pentametrem jambicznym, wzorcem najpowszechniej używanym w literaturze angielskiej.
Now with the mid-day died. Far to the east,

The horizon, clear at dawn, slowly withdrew,

Its lines dissolving moodily in mist.

The after hours grew still in sullen peace,

Save where the ground-swell, uttering a weird note.

Broke the dead silence. Soon (a globe of fire

Behind a bank of smoke that thickened fast

Against a dull circumference of grey)

The moon arose, and tongueless vapors stole

Heavily athwart the sea.